# 克利夫頓海茨 (紐約州)
克利夫頓海茨（英語：Clifton Heights）是位於美國紐約州伊利縣的非建制地區。

## 地理
克利夫頓海茨所處的海拔為高於海平面185米（即607英呎），而該地所採用的時區為UTC-5，即北美东部时区（EST）。同時該地設有夏令時間，為UTC-5調快一小時，即UTC-4（EDT）。